# Jeremy Lenaerts
Pas d'image ? Cliquez ici

a Compétitions nationales et continentales officielles uniquement.

b Matchs officiels uniquement.
Dernière mise à jour le 09/12/2022.
Jeremy Lenaerts, né le 13 novembre 1992, est un joueur belge de rugby à XV qui évolue au poste de deuxième ligne et troisième ligne. 

## Biographie

### Formation
Jeremy Lenaerts débute le rugby en 2002, au sein du Gent RFC (en). En 2009, il quitte la Belgique pour rejoindre le Lille Métropole rugby, avant d'intégrer en 2012 le centre de formation du RC Toulon, puis en 2014 celui du RC Narbonne. Avec Narbonne, il remporte le championnat de France espoirs Elite 2, et joue un match de Pro D2.

### Carrière nord-américaine
En 2015, il est repéré par le staff des Wildcats (en) de la Central Washington University. Il y a passe un Bachelor of Business Administration, qu'il valide en 2018. Repéré pour ses talents sportif (nommé dans la seconde équipe All-American en 2016-2017), il est inclus en septembre 2017 dans la sélection All-American qui affronte l'Oxford University RFC.
Ses prestations universitaires lui permettent de débuter une carrière professionnelle en parallèle. Il intègre ainsi en 2016 l'effectif du Rush de San Francisco en PRO Rugby, puis en 2018 l'effectif des Seawolves de Seattle dans la nouvelle Major League Rugby. En 2018, il est blessé et doit manquer la finale remportée par son club, mais il dispute bien la finale 2019. Remplaçant sur la feuille de match, il entre en jeu et aide son équipe à conquérir un second titre.
Fin 2020, il s'engage pour deux saisons plus une en option en faveur des Sabercats de Houston. Si dans un premier temps il se désengage de Houston à cause de la pandémie de Covid-19, il revient finalement au club en avril 2021. 
Il dispute huit rencontres avec Houston, mais quitte le club au terme de la saison. Il s'engage en 2022 en faveur des nouveaux venus, les Jackals de Dallas. Il dispute sept rencontres, toutes en tant que titulaire, pour sa première saison à Dallas. Il est toutefois libéré au terme de sa première année de contrat.

### En sélection
Jeremy Lenaerts gravit les échelons chez les espoirs belges, connaissant les sélections moins de 17 ans, moins de 18 ans et moins de 20 ans. Jamais sélectionné chez les sénior, il envisage de représenter les États-Unis après être devenu éligible à la suite de ses années passées sur le territoire américain.

## Palmarès
- Championnat de France espoirs Elite 2 2015
- Major League Rugby 2018, 2019